# California State University, Long Beach

Das Siegel der California State University in Long Beach

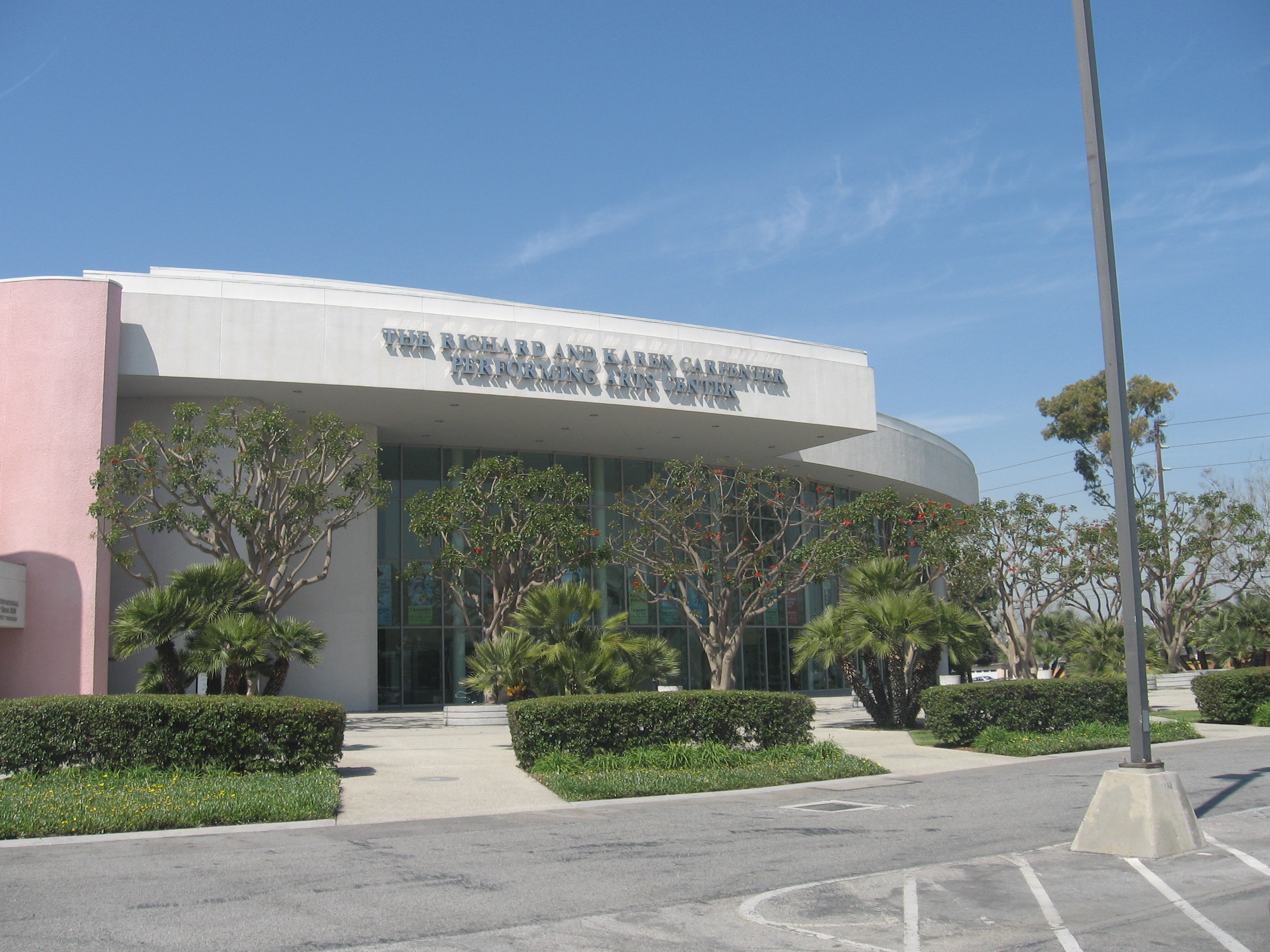
Ein Gebäude der Universität

Die California State University, Long Beach (auch Long Beach State, Cal State Long Beach, CSULB, LBSU oder The Beach genannt) ist eine staatliche Universität in Long Beach im Los Angeles County, US-Bundesstaat Kalifornien. Mit 34.863 Studenten ist sie eine der größten Hochschulen des California-State-University-Systems.

## Geschichte
Die Cal State Long Beach wurde 1949 als Los Angeles-Orange County State College gegründet. 1962 in California State College at Long Beach umbenannt, waren 1966 schon 20.000 Studenten eingeschrieben. 1972 erhielt sie ihren heutigen Namen.

## Sport
Die Sportteams der Cal State Long Beach werden The Beach genannt. Die Hochschule ist Gründungsmitglied der Big West Conference.

## Bekannte Absolventen
Die Zahl der CSULB Alumni beläuft sich im Jahr 2018 auf mehr als 320.000. Zu den CSULB Alumni gehören unter anderem weltbekannte Oscar-Talente, Regisseure und Drehbuchautoren. Zu den bekanntesten CSULB Alumni gehören:
- Chris Carter (Drehbuchautor)
- Jason Giambi
- Misty May-Treanor
- Mark O’Meara
- Steven Spielberg
- die Carpenters Geschwister
- J. F. Lawton (Drehbuchautor von Pretty Woman)
- Evan Longoria